# 1626 Sadeya
1626 Sadeya eller 1927 AA är en asteroid i huvudbältet, som upptäcktes 10 januari 1927 av den spanske astronomen Josep Comas i Solà vid Observatori Fabra i Barcelona. Den har fått sitt namn efter Sociedad Astronomica de España y America.
Asteroiden har en diameter på ungefär 48 kilometer.